# Leptopholcus delicatulus
Leptopholcus delicatulus är en spindelart som beskrevs av Pelegrín Franganillo Balboa 1930. 
Leptopholcus delicatulus ingår i släktet Leptopholcus och familjen dallerspindlar. Artens utbredningsområde är Kuba. Inga underarter finns listade i Catalogue of Life.